# Omicidio del consenziente (ordinamento italiano)
L'omicidio del consenziente è un reato disciplinato dall'articolo 579 del Codice penale italiano.

## Contesto giuridico
Si tratta di una fattispecie di omicidio che implica il consenso da parte della persona uccisa, e che per questo è punita nell'ordinamento giuridico italiana con una pena ridotta che, a seconda dei casi, va dai 6 ai 15 anni di reclusione.
Tale fattispecie non trova riscontro nell'abrogato codice Zanardelli e costituisce un autonomo titolo di reato (art. 579 cod. pen.) rispetto all'omicidio (art. 575 cod. pen.).
Il consenso della vittima non rende applicabile l'art. 50 cod. pen.: il consenso non scrimina l'omicidio, essendo testualmente previsto che:
Il delitto è punibile a titolo di dolo generico, e l'elemento volitivo deve investire anche il consenso della vittima. Tale consenso, inoltre, deve essere manifestato; la forma di estrinsecazione è indifferente, ma deve perdurare fino al momento in cui l'agente commette il fatto.
Se il consenso non sussiste, ma l'agente lo riteneva sussistente per errore (cd. consenso putativo), si applicherà comunque l'art. 579 in virtù della previsione del secondo comma dell'art. 47 cod. pen., poiché l'errore è caduto su un elemento essenziale del fatto.
Irrilevanti sono i motivi dell'agente, e tra questi anche quelli che mirano a liberare (con la morte) dalla malattia e dalla sofferenza. Solo in pochissimi casi, la giurisprudenza ha fatto rientrare l'eutanasia nella previsione dell'omicidio del consenziente, mentre la stragrande maggioranza di essi ricade sotto la sanzione dell'omicidio doloso comune (art. 575 cod. pen.).